# Jonthonota
Jonthonota is een geslacht van kevers uit de familie bladkevers (Chrysomelidae).
De wetenschappelijke naam van het geslacht werd in 1913 gepubliceerd door Spaeth.

## Soorten
- Jonthonota nigripes (Olivier, 1790)